# Kélo
Kélo (in arabo كيلو) è un comune del Ciad situato nel dipartimento di Tandjilé Occidentale, provincia di Tandjilé.
Secondo il censimento del 1993 è la quinta città del paese con una popolazione di 31 300 abitanti. 
È capoluogo del dipartimento.